# 張劍白
張劍白（1895年4月30日—1968年），別號理全。湖南省常德縣人。民國37年（1948年）在工會中區當選第一屆立法委員

## 生平[1]
- 長沙甲種工業學校工務員
- 湖南勞工會組織委員
- 中國勞動協會常務理事
- 中國國民黨中央社會部工人科科長[2]
- 制憲國民大會代表
- 民國40年5月18日，因與田亞丹協議任期各任一半，辭工會中區立法委員[3][4][5]
- 1964年被聘為湖北省政府文史研究館館員[6]